# Léon Detroy
Léon Detroy né à Chinon le 29 mai 1859 et mort à Saint-Germain-d'Arcé le 25 décembre 1955 est un peintre français.
Artiste postimpressionniste, il est rattaché à l'école de Crozant.
Nombre de ses toiles sont conservées au Musée Bertrand de Châteauroux, ainsi qu'au Musée George Sand et de la Vallée Noire à La Châtre et au Musée Saint-Vic à Saint-Amand-Montrond.

## Biographie
Gabriel Léon Detroy est le fils de Félix Detroy, docteur en médecine, et de Berthe Gilles de la Tourette. 
Il entre en 1879 à l'École des Beaux-Arts de Paris où il apprend les bases de l'art avec Jean-Paul Laurens. Il part ensuite à Amsterdam étudier la peinture de Rembrandt. 
Il rencontre Claude Monet, puis c'est en lisant un roman de George Sand qu'il décide de consacrer sa peinture à la description de paysages dans le cadre de l'école de Crozant. La vallée de la Creuse exerce une telle fascination qu'il y consacre plusieurs centaines de tableaux entre 1890 et 1940.
Il est inhumé au cimetière de Gargilesse-Dampierre.